# Amata magila
Amata magila là một loài bướm đêm thuộc phân họ Arctiinae, họ Erebidae.